# Emmesomyia auricollis
Emmesomyia auricollis este o specie de muște din genul Emmesomyia, familia Anthomyiidae, descrisă de Stein în anul 1918. Conform Catalogue of Life specia Emmesomyia auricollis nu are subspecii cunoscute.